# Hansenisca
Hansenisca es un género de foraminífero bentónico de la subfamilia Gavelinellinae, de la familia Gavelinellidae, de la superfamilia Chilostomelloidea, del suborden Rotaliina y del orden Rotaliida. Su especie tipo es Gyroidina soldanii. Su rango cronoestratigráfico abarca desde el Oligoceno superior hasta la Actualidad.

## Clasificación
Hansenisca incluye a las siguientes especies:
- Hansenisca poignantae
- Hansenisca soldanii